# Vera (Lied)
Vera ist ein Titel der britischen Rockband Pink Floyd aus dem 1979 veröffentlichten Konzeptalbum The Wall.

## Inhalt
Wie in allen anderen Liedern aus dem Album The Wall wird im Lied Vera ein Teil der Geschichte des Protagonisten Pink erzählt, der zu seinem Schutz vor emotionalen Einflüssen eine imaginäre Mauer errichtet.
Der Titel ist eine Anspielung auf die Sängerin Vera Lynn, die während des Zweiten Weltkrieges durch ihr Lied We’ll Meet Again bekannt wurde.

## Musik
Neben Bring the Boys Back Home und Outside the Wall ist Vera eines von drei Liedern auf The Wall, an denen nicht nur die Mitglieder von Pink Floyd beteiligt gewesen waren. Hier ist das New York Symphony Orchestra dabei. Die wichtigste Rolle spielen die akustischen Gitarren von Waters und Gilmour. Wie auch in Nobody Home wird komplett auf das Schlagzeug verzichtet.

## Besetzung
- Roger Waters – Gesang, Bass
- David Gilmour – Gesang, Gitarre
- Richard Wright – Synthesizer

in Zusammenarbeit mitː
- New York Symphony Orchestra